# Zolta
Pour les articles homonymes, voir Zoltán.
Zolta (ou Zoltán, également appelé Solt, Zsolt, ou Zaltasz), né vers 896 et mort vers 949, issu de la dynastie des Árpád, est grand-prince des Magyars de 907 jusqu'á sa mort. 

## Biographie
Zolta est le plus jeune des quatre ou cinq fils d'Árpád, le premier grand-prince après la Conquête hongroise (en hongrois : honfoglalás) de la plaine de Pannonie. Déjà avant sa majorité, il régnait en tant que chieftain et héritier du trône sur des vastes domaines au confluent du Danube et de la Drave. À la mort de son père en 907, il est le seul fils encore vivant.
L'armée de la grande-principauté de Hongrie est, pendant la première moitié du Xe siècle, l'effroi des royaumes carolingiens de Germanie, de France et d'Italie. Sous le règne de son grand-père, Álmos, les Magyars sont descendus de l'Etelköz (« pays des deux fleuves ») à l'est et s'arrêtent dans la plaine de Pannonie, entre les monts Carpates et le Danube ; puis, ils s'étendent dans la Grande-Moravie sous le grand-prince Árpád, qui, à l'exemple de son père Álmos, présente son fils Zolta aux chefs des tribus, pour recevoir leur serment de fidélité.
Dès lors les Hongrois commencent à se répandre pour dévaster des grandes contrées de l'Europe. Après le décès de l'empereur Arnulf en 899, ils se jettent vers la Francie orientale. Le 4 juillet 907, le margrave Léopold de Bavière est battu à la bataille de Presbourg, l'archevêque de Salzbourg et deux autres évêques restent sur le champ de bataille. Les années suivantes, les Magyars ravagent la Saxe, la Thuringe et la Franconie. Le roi Louis l'Enfant, défait sur le Lech, s'engage à leur payer un tribut annuel. 
Simultanément à la bataille de Presbourg en 907, Zolta succède à son père. Les ravages des Magyars continuèrent, surtout après la montée sur le trône de Conrad Ier de Germanie en 911 ; la royauté de la Francie orientale s'en trouve fortement ébranlée. En 914, Zolta conclu un pacte avec le duc Arnulf de Bavière et sauve ses domaines : les autres duchés de la Francie orientale ont été touchés bien plus sévèrement : les chevaliers hongrois, n'éprouvant aucun obstacle, ravagèrent, en 916, les environs de Brême et de Hambourg en Saxe. L'année suivante, ils réduisent en cendres la ville souabe de Bâle, ils pillent l'Alsace et la Lotharingie. En 919, ils gagnent près de Laybach, sur les troupes de la Carinthie, une bataille à laquelle le patriarche d'Aquilée échappe comme par miracle. En 920, conduits par les chiefs Bogat et Darsac, lieutenants du duc Zoltan, ils pénètrent en Italie, s'avançant sur Aquilée, Vérone et Pavie. Bérenger, duc de Lombardie, achete la paix à des conditions honteuses ; il a même la lâcheté de se liguer avec ce peuple féroce pour opprimer ses voisins.
Toutefois, après le décès de Conrad Ier en 919, un adversaire puissant, Henri de Saxe, est élu roi de Germanie. En 922, les Hongrois défont le nouveau souverain, qui est obligé de se réfugier dans un fort près de Wurzen en Saxe. Après avoir ravagé cette province, la Franconie et la Souabe et jusqu'aux bords du lac de Constance, ils se jettent sur la Suisse, l'Alsace, la Lorraine ; de là ils reviennent sur la Thuringe et la Saxe où Henri s'enferme dans son château de Werla. Ayant, dans une sortie, pris un des chefs ennemis, les Hongrois offrent pour sa rançon une somme très considérable. Le roi, au lieu d'argent, demande une trêve de neuf ans, et le prisonnier est rendu à cette condition.
Sur l'invitation de Bérenger, les Hongrois viennent, en 924, mettre le siège devant Pavie ; la ville est prise, réduite en cendres, et les habitants massacrés. Les évêques de Pavie et de Verceil restèrent parmi les morts. Pour revenir en Hongrie, les barbares se dirigent sur la Provence, et s'avancent jusqu'à Nîmes (925). Zoltan donne alors à ses troupes quelques moments de repos ; il en profite pour distribuer dans les provinces de son empire les troupeaux d'esclaves que ses armées poussent devant elles.
En 932, il rentre dans la Saxe ; mais il est complètement battu devant Mersebourg, où il perd 36 000 hommes. Il s'en venge sur l'empire d'Orient, qui, voyant les Hongrois approcher de Constantinople, achete la paix au poids de l'or. En 935, Zolta parcourt encore une fois la Souabe, l'Alsace, la Lorraine et la Bourgogne ; à l'approche du roi Rodolphe, il se jette sur l'Italie, et pénètre jusqu'aux portes de Naples.
Il revient à travers la Bourgogne, la Thuringe, la Franconie et la Bavière ; et en 937, il va encore dévaster la Lorraine, la Bourgogne, et revient par la Savoie et l'Italie. Deux ans plus tard, Hugues, duc de Lombardie, achete la paix en lui donnant dix boisseaux d'argent. En 943, ce farouche conquérant est aux portes de Constantinople. Les Grecs, selon leur usage, lui donnent de l'or, et ils obtiennent une trêve de cinq ans.
Chaque année les troupes de Zoltan changeaient de direction. En 947, elles s'avancèrent à travers l'Italie. (…)
Un annaliste, décrivant la consternation générale, dit : 

« Ces Hongrois tombent partout à l'improviste ; la terre gémit sous les pieds de leurs chevaux qui vont avec la vitesse de leurs flèches ; les campagnes sont pareilles à un gouffre qu'ils couvrent avec leurs lances et leurs casques. »

 (…) »

## Source
- « Zoltan ou Zultan », dans Louis-Gabriel Michaud, Biographie universelle ancienne et moderne : histoire par ordre alphabétique de la vie publique et privée de tous les hommes avec la collaboration de plus de 300 savants et littérateurs français ou étrangers, 2e édition, 1843-1865 [détail de l’édition].
- Gyula Kristo (trad. du hongrois), Histoire de la Hongrie Médiévale, t. 1 : Le Temps des Arpads, Rennes, Presses universitaires de Rennes, 2000, 224 p. (ISBN 2-86847-533-7).